# Psychotria durifolia
Psychotria durifolia är en måreväxtart som beskrevs av Paul Carpenter Standley. Psychotria durifolia ingår i släktet Psychotria och familjen måreväxter. Inga underarter finns listade i Catalogue of Life.